# Persische Sibylle

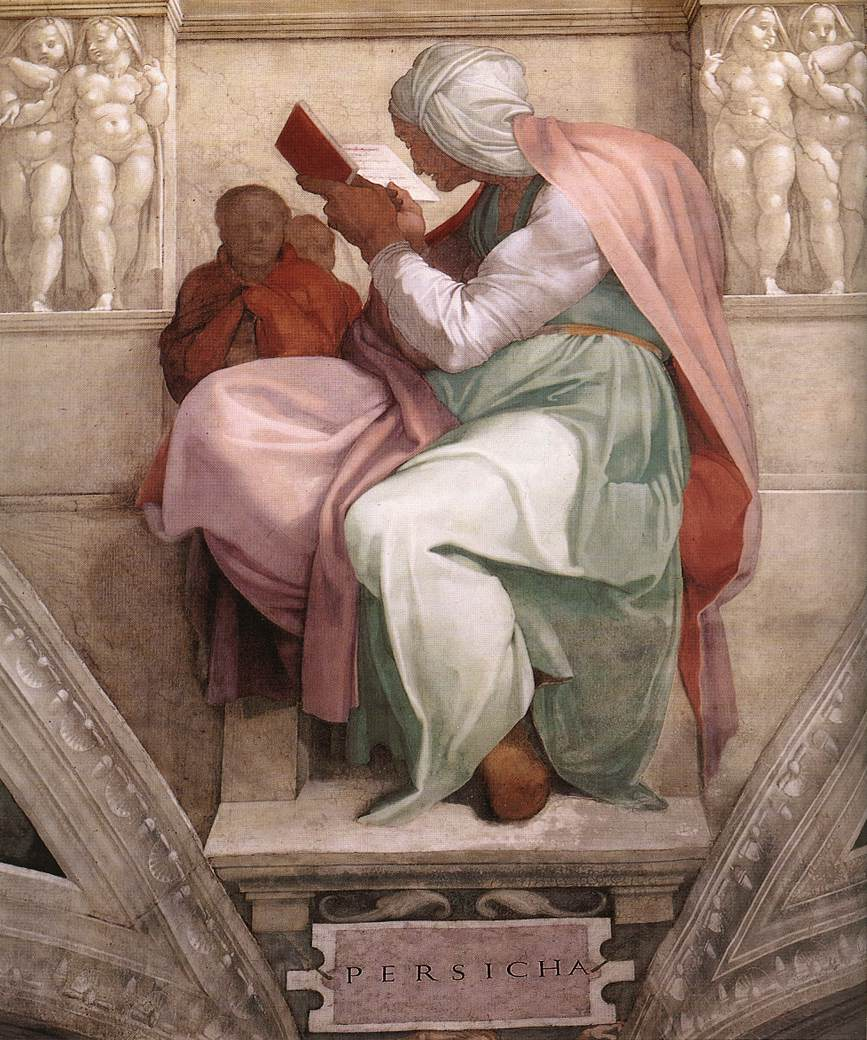
Michelangelo, Persische Sibylle, Sixtinische Kapelle

Die Persische Sibylle ist eine der nach Varro, einem römischen Schriftsteller des 1. Jahrhunderts v. Chr., von Laktanz unterschiedenen zehn Sibyllen, die jeweils mit einem geographischen Epithet versehen sind.
Weitere Quellen der griechischen und römischen Antike enthalten keine Hinweise auf eine Sibylle besonders aus damals als Persien verstandenen geographischen Regionen. Eventuell ist die Benennung einer Sibylle als Persisch allgemein als Anerkennung der langen Tradition des Sehertums in diesen Regionen zu verstehen, zumal in späterer Zeit diese Sibylle oft auch als Babylonische oder Chaldäische Sibylle bezeichnet wird. Auch wird gerne den von ihr verbreiteten „Weissagungen“ ein besonders hohes Alter unterstellt. 
Da persische Satrapen schon lange Einfluss auf den kleinasiatischen Raum ausübten, ist anzunehmen, dass das seit Urzeiten von persischen Zentren wie Babylon her entwickelte Verständnis von Prophetie und Traumdeutung in Kleinasien der Ehrung weiblichen Sehertums begegnete und von dort aus zusammengefasst auch im hellenistischen Raum ein Begriff wurde.
In Anlehnung an Laktanz verstanden christliches Mittelalter und Renaissance die Persische Sibylle als eine den Propheten fast gleichzustellende pagane Verkünderin einer Gotteserwartung.
In der Kunst der Gotik und Renaissance wird die Persische Sibylle meist in Anlehnung an Varro als eine in einer Reihe von Sibyllen dargestellt, oft in Gegenüberstellung zu einer oft gleichen Anzahl von Propheten des Alten Testaments. 
Die wohl bekannteste bildliche Darstellung ist die Persica Michelangelos im Fresko an der Decke der Sixtinischen Kapelle, wo insgesamt fünf Sibyllen alternierend mit sieben Propheten stehen. Sie ist dargestellt als alte Frau, die älteste unter den Sibyllen dort.
Weitere Darstellungen einer Persischen Sibylle sind u. a. an folgenden Orten zu finden:
- Ulm, gotische Halb-Plastik im Chorgestühl des Münsters, als eine von zehn Sibyllen, im Gesamtkunstwerk mit zahlreichen antiken Gelehrten und Propheten
- Rom, Kirche Santa Maria del Popolo, als eine von vier Sibyllen von Pinturicchio